# ساياكا تسوتسوى
ساياكا تسوتسوى (29 سبتمبر 1992 في اليابان - ) (بالكانا:つつい さやか) هي لاعبة كرة طائرة يابانية في مركز ليبرو ‏.

## وصلات خارجية
- ساياكا تسوتسوى على موقع الاتحاد الأوروبي (الإنجليزية)
- ساياكا تسوتسوى على موقع عالم الكرة الطائرة (الإنجليزية)
- ساياكا تسوتسوى على موقع Ligue Nationale de Volley (الفرنسية)
- ساياكا تسوتسوى على موقع الدوري الياباني (سيدات) (اليابانية)
- ساياكا تسوتسوى على موقع الدوري الياباني (مؤرشف) (اليابانية)
- ساياكا تسوتسوى على موقع الدوري الياباني (مؤرشف) (اليابانية)